# Újős
Újős (románul Fântânele, németül Eisch, Neuösch, Erbdorf) falu Romániában, Erdélyben, Beszterce-Naszód megyében, Szentmáté (románul Matei) községben. 1873-ban Doboka vármegye Kerlési járásában, 1880-1920 és 1940-44 között Szolnok-Doboka vm. Kékesi járásában tartották nyilván, 1968 óta sorolják a mai Beszterce-Naszód megyéhez.

## Fekvése
A Melles, régi nevén a Csorgó pataka mentén helyezkedik el, a  románok Valea Iuşuluinak is nevezik. Szomszédos falvak: Szentmáté, Szászzsombor, Aranyosmóric, Fűzkút, Lompérd, Budatelke, Mezőveresegyháza.

## Nevének eredete
A falut Szászújősként is emlegetik, ezen neve három szóból tevődik össze: a szász szócska az egykori szász lakosságra utal; az új szócska egyesek szerint arra, hogy a Basta-féle hadjárat után újra kellett telepíteni a falut, de ez merő feltételezés, amit egyelőre nem lehet bizonyítani, akárcsak Szentmáté esetében sem; az Ős személynév, a faluban van még ilyen nevű lakos.
1288-ban az oklevelek Ws-nek írják. 1294-ben Ews, Eos, 1333-ban Us, 1578-ban Eöshely, 1721-ben Szász-Újős formában jelentkezik.
Régi lakóiról a helynevek is tanúskodnak: 1343-ból Miskepataka, Pahorerdő, Pajorerdőbérc, Pajor-bérckút, Németkút pataka, Szászföld, Kisaj, Hidegkút pataka, Or, Szénáskút pataka, Él, Malombérc; 1462-ből Malomhegy, Stracfölde, Rozva-pataka; 1478-ból Németerdő, 1640-ből Pajzsdomb.

## Története

### Paleontológiai leletek
A jégkorszak idején itt gyapjas mamut és gyapjas orrszarvú legelésztek, ahogy a Liviu Manea és Szikszai Mihály által a XX. század második felében lelt zápfogak és zápfogas állkapocs jelzik, de vannak ezeknél régebben találtak is. Roska Márton régészeti repertóriumában a Szászbongárd és Újős közti területről vadlócsontokat említ. Tatár Árpád régész 2011 óta a falu közepével szemben a keleti dombon lévő Nagy Szakadékban (Râpa-ban) több állatcsonttöredéket és pattintott kőeszközöket lelt, amik a különböző geológiai rétegekből lettek kimosva. Ezek kora több tízezer, esetleg több százezer éves lehet. Egy másik paleontológiai lelőhelyet az akácos és a Szászmóric felől jövő erdő közt azonosított. Mindkét helyen talált elszenesedett fát is, a második lelőhelyen fosszilizálódott is a fa. Az első lelőhely kavicsrétegeiből egy nagyobb követ mosott ki a víz, a kő eddig megtett útjának karcolásai láthatók rajta.

### Régészeti leletek
A régészeti leletek szerint az első lakosok a Románia mai területén a földművelést meghonosító Körös kultúra emberei voltak a korai neolitikumban. Középső neolitikumi leletek egyelőre nincsenek. A Körös kultúrát a korai rézkorban az Iclod csoport II. fázisa követte, majd a szintén kora rézkori Petreşti kultúra. A kettő keveredéséből alakult ki az Iclod-Petreşti szintézis. A Petreşti kultúra emberei festett kerámiájukkal tűnnek ki, Ősben egyelőre csak fehér alapozási festék nyomaival, úgynevezett angóbbal borított cseréptöredéket lelt Tatár Árpád régész. Az 1980-as évek régészeti kutatásai során egy olyan cserépszobrocska, úgynevezett idol feje került elő, amibe alulról lyuk van fúrva és ezt a fejet más szobrocskára is fel lehetett helyezni.
Tatár Árpád régész terepbejárásai során további idoltöredékeket lelt, ezek az idolok lábaitól származnak. Egyik töredék azonban talán szintén egy cserélhető fejű idoltól származik. A kései rézkor idején a falu határát a Coţofeni kultúra lakta. A Petreşti vagy Coţofeni kultúrához köthető egy rossz minőségű barnásvörös jáspisból homokkövön csiszolt és Tatár Árpád által lelt sérült ékkő. A falutól keletre egy egykori erődítmény földhányása kerít be egy területet. Készítési kora egyelőre nem ismert, de a területén a Coţofeni kultúra leletei megtalálhatók. Ez utóbbi kultúrát a Copăceni csoport követte a korai bronzkor idején. Kerámiájuk és őrlőkövük mellett egy kőből készített öntőminta töredékét is ránk hagyták, ez utóbbiban egy bronz alabárd készülhetett. A középső és kései bronzkorban őket a Wietenberg-kultúra követte, majd a kései bronzkorban megjelent itt a Noua kultúra is. Valószínűleg itt is megtalálható a kései bronzkor-korai vaskor fordulójáról a Tatár Árpád által a térségben felfedezett grafitos kerámia, amit sós víz tárolására használtak, mivel a grafit megakadályozta a sós vizet a kerámiaedény tönkretételében. A Gáva kultúra itteni kora vaskori (Hallstatt kor) megjelenésével elterjednek itt a keskeny és széles bemélyített vonalakkal, az úgynevezett kannelúrákkal díszített edények. Az 1980-as évek régészeti feltárásai ebből a korból edényégető kemencéket hoztak felszínre. Ugyancsak ebből a korból, vagy a kései bronzkorból tokos-füles bronzbalták öntésénél használt égett agyagmagvak töredékei kerültek elő. A Gáva kultúra után szkíták laktak Ősben. Sírjaikat a mai református temető helyén-mellett (románul Dâmbu Popii), valamint a Szászbongárd-Újős vízválasztón, A Hegy megett (románul În Dealu Iuşului, După deal vagy La Gâţa) találták meg.
Sírjaikban háromélű bronz nyílhegyeket, vaskéseket, bronz fülbevalókat, üveggyöngyöket, okkert és bronztükröket találtak, a cserépedényekbe ennivalóként állatok húsos csontjait és talán innivalót is helyeztek. A szkítákat a kelták követték itt a második vaskortól (La Téne kor) kezdve.
Két temetőjüket lelték meg eddig:
– az egyiket a mai református temető helyén-mellett (románul Dâmbu Popii);
– a másikat a Szászbongárd és Újős közti domb tetején, a vízválasztón - A Hegy megett (románul În Dealu Iuşului, După deal vagy La Gâţa);
– emellett egy egykori gyümölcsösből is ismert egy sírjuk (románul În livadă).
A sírokban vaskard, vas kardlánc, vas harci kés, vaslándzsa, vas nyílhegyek, vas pajzsdudor, bronz és vas biztosítótűk, bronz karperecek és lábperecek, zablák, karikák találhatók. A kerámiaedényekben húsos csontok és talán innivaló, meg vaskés voltak elhelyezve a halottak mellé. A keltákat a dákok követték, akik az említett vízválasztón gödröket ástak a kelta sírok mellé és égett állatcsontokat, meg hamut szórtak beléjük valamilyen áldozati szertartás keretén belül. Ezek minden bizonnyal tovább laktak itt a római kor idején is. A római korból különféle pecsételéssel díszített edényeket, egy olvadt ólomdarabot és egy bronztárgy töredékét lehet megemlíteni. A rómaiakat a gótok követték. A mai református temető közelében gótok hun stílusban díszített biztosítótűi, úgynevezett fibulái kerültek elő a sírokból. A gótokat gepidák követték az V.-VI. századokban. Sírjaik az előbb említett helyen fegyvereket, üvegpaszta és üveggyöngyöket, meg biztosítótűket rejtettek. Ezen családi sírcsoportok megmaradnak az avar időszak koráig, ahogy a sírok mellékletei jelzik. Gót vagy gepida sírokat a főút mentén is találtak, ahol az út letér a gázsűrítőhöz-A réten (románul Pe Rât). A VIII.-IX. század szláv lakosai A Réten laktak. Innen a falu 1200-as évekbeli említéséig egyelőre nincsenek régészeti leletek.

### A középkortól kezdve
1332-ben plébániatemploma van, ebben az évben papja, Miklós a pápai tizedjegyzék szerint 2 garast fizet, 1333-ban szintén 2 garast, 1334-ben 2 garast, 1335-ben pedig 4 garast. Temploma korábbi időszakból származik, alaprajza egyenes záródású és még ha nem is 1200-as évekbeli, legalább XIV. századi kellene legyen. Későbbi oklevélben szereplő Szász előneve is emlékeztet arra, hogy egy ideig szász település volt. A reformáció előtti középkori templom az 1601–1603-as állítólagos népirtás után pusztulásnak indul, szász lakói már nem tudják fenntartani a templomot. Feltételezések szerint lebontják, és 1784-től új helyen építik mai templomukat, mely 1794-re készül el. A régi az egykori tó fölött állott a legenda szerint. A mai református papilak udvarán álló műemlék harangláb mellett Tatár Árpád régész 2018. október 12-én egy kövön reneszánsz faragást fedezett fel. A követ soha nem fejezték be és nem lett beépítve a ma álló templomba. Feltételezése szerint talán a Búvó patakok című Beke György-féle riportkönyvben említett úgynevezett románkori oszlopfő lehet ez.
A reformáció idején a templom hívei lutheránusok lesznek, majd 1620 után reformátusok. A XVIII. században és e század elején is református anyaegyház. 1622-ben egy kelyhüket eladják.
1914-ben Újősnek 935 lakosa volt, 418 vallotta magát magyarnak, 518 pedig románnak. Vallási felekezet szerint 518 ortodox, 365 református és 37 izraelita. 1992-ben 419, 2011-ben 410 magyart írtak össze a faluban.